# هو تان تاي
هو تان تاي (بالفيتنامية: Hồ Tấn Tài)‏ هو لاعب كرة قدم فيتنامي في مركز الدفاع، ولد في 6 نوفمبر 1997 في فيتنام. لعب مع نادي بيكامكس بين دونغ.

## وصلات خارجية
- هو تان تاي على موقع قاعدة بيانات كرة القدم.إي يو (الإنجليزية)
- هو تان تاي على موقع Soccerway.com (الإنجليزية)